# 小行星20524
小行星20524（20524 Bustersikes）是一颗绕太阳运转的小行星，为主小行星带小行星。该小行星于1999年9月13日发现。

## 轨道参数
小行星20524的轨道半长轴为2.7830248 UA，离心率为0.162。